# Stadtamhof

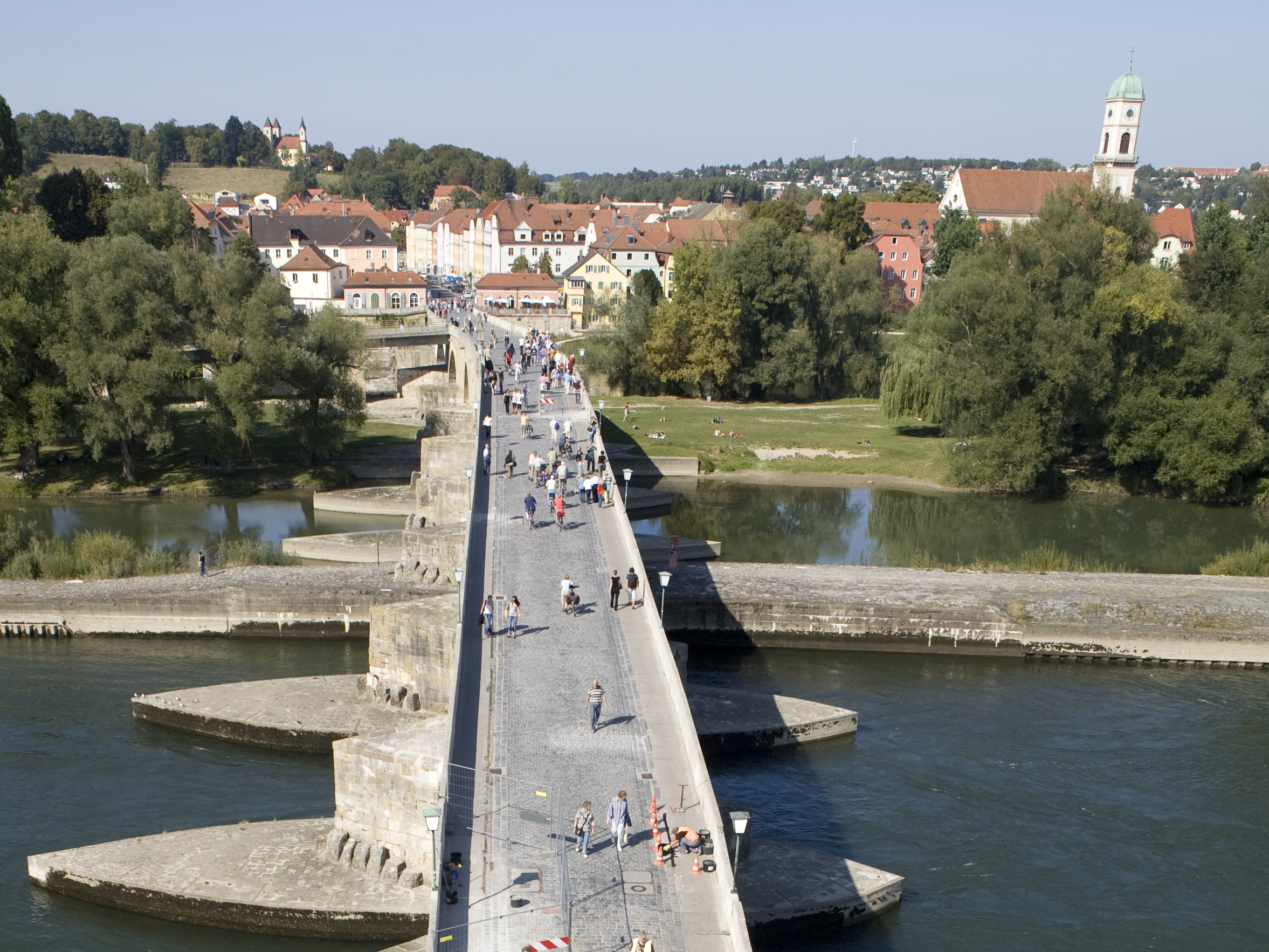
Utsikt mot Steinernebron över till Stadtamhof

Stadtamhof är stadsdistrikt 02 i staden Regensburg. Med sin areal på 0,66 km² är Stadtamhof den minsta av Regensburgs 18 stadsdistrikt. Den tidigare självständiga staden inkorporerades den 1 april 1924 i Regensburg. Den gamla kommunen är direkt förbunden med Gamla stan i Regensburg genom Steinernebron över Donau. Sedan 1970, löper norr om staden på platsen där en parkdamm tidigare låg, Main-Donau-kanalen som hör till Europakanalen. Sedan 13 juli 2006 utgör Gamla stan i Regensburg tillsammans med Stadtamhof ett världsarv.

## Historia
År 981 nämndes Stadtamhof för första gången. 1496 genomfördes stadsundersökningen under Bayerns hertig Albrekt IV. Stadsvapnet presenteras bestå av tre nycklar. Stadtamhof hade på medeltiden cirka 2 000 invånare vilket kan jämföras med Regensburg som då hade omkring 20 000 borgare. Medan Stadtamhof tillhörde Bayern, var Regensburg en av Riksstäderna. 1809 förstördes många hus under Napoleon I.

## Sevärdheter
- Rokokokyrkan och gamla klostret St. Mang fugerar idag som Stadtamhofs församlingskyrka. Under 1803 års sekularisering inrättades här Högskolan för kyrkomusik.
- Den efter nunnan Karoline Gerhardinger från Stadtamhof uppkallade Gerhardinger-skolan finns sedan 1814 i den augustinska nunneordens byggnader.
- Andreasstadl är en två våningar hög lagerbyggnad för salt som uppfördes år 1600. Byggnaden är den äldsta av Stadamhofs profana och tjänstgjorde som lager för den bayerska salthandeln som konkurrerade med riksstaden Regensburgs handel. Idag finns här ateljéer, ett café och en filmkonstbio.
- Det gamla rådhuset ligger på Hauptstraße 7.
- Vid Europakanalen finns den neoklassiska Stadsporten och ett lok från Walhallabanan som fram till 1960 gick till Wörth an der Donau.
- Av de tidigare 16 bryggerierna finns bara Mälzerei Hermanns kvar att se.
- Vid Franziskanerplatz revs 1911 Franciskanerkyrkan.
- Sankt Kassians kloster
- Herz Jesu-klostret tillhörande Augustinerorden
- Det före detta Sankta Katharinaklostret upplöstes redan 1316, men Katharinasjukhuset med sjukhuskyrkan och den populära ölträdgården finns ännu kvar, även om sjukhusets mark på Donausidan tillhör Regensburg.
- Fischlsäule, en historisk vägkolonn.

## Personer från Stadtamhof
- Jakob Schöpf (1665–1715), Ebenist och Bildhuggare
- Johann Adam Schöpf (1702–1772), Konstnär